# Bibliothèque de Suutarila
La bibliothèque de Suutarila (finnois : Suutarilan kirjasto) est une bibliothèque de la section Siltamäki du quartier de Suutarila à Helsinki en Finlande,, .

## Présentation
La bibliothèque de Suutarila a été fondée en 1982. Ses locaux sont situés dans le centre de services de Suutarila, dint la construction s'est achevée la même année.
Le bâtiment a été rénové en 2005. 
Le même centre de services abrite aussi une maison des jeunes et l'école primaire de Suutarila.

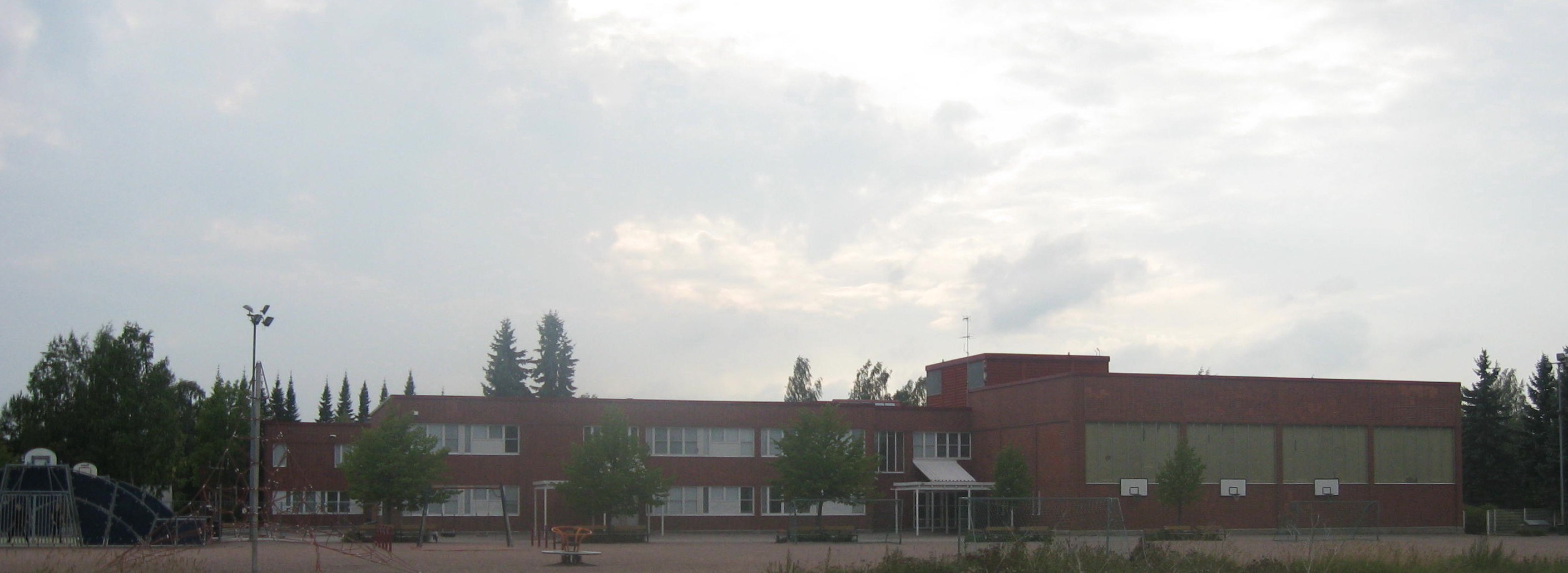
L'école primaire de Suutarila.

## Groupement Helmet de bibliothèques
La bibliothèque de Suutarila fait partie du groupement Helmet, qui est un groupement de bibliothèques municipales d'Espoo, d'Helsinki, de Kauniainen et de Vantaa ayant une liste de collections commune et des règles d'utilisation communes.